# 鄧均
鄧均（?—?），灵邱人，清朝政治人物。进士出身。
乾隆元年，登進士。乾隆十年（1745年），擔任清朝廣州府新安縣知縣。后由汪鼎金接任。